# Vukovci
Vúkovci je naselje v Sloveniji.